# Simon Louvish
Simon Louvish (Glasgow, 1947) è un biografo e produttore cinematografico scozzese.
È autore delle biografie di W. C. Fields, Marx Brothers, Groucho Marx, Laurel and Hardy e Mack Sennett

## Elenco non completo dei libri pubblicati
- Man on the Flying Trapeze: The Life and Times of W. C. Fields, Faber & Faber, (London, England); Norton (New York, NY), 1997.
- Monkey Business: The Lives and Legends of the Marx Brothers: Groucho, Chico, Harpo, Zeppo With Added Gummo. Faber (London, England), 1999; Saint Martins Press, New York, 2000.
- Stan and Ollie: The Roots of Comedy--The Double Life of Laurel and Hardy, Faber & Faber (Stanlio e Ollio - Le radici della comicità, London, England), 2002; Saint Martins Press, New York, 2003.
- Keystone: The Life and Clowns of Mack Sennett, Faber & Faber, London, U.K. October 2003; Faber & Faber US February 2004.
- Mae West: It Ain't No Sin, Faber & Faber, London, 2005;Saint Martins Press, New York, 2006
- Cecil B. DeMille and the Golden Calf, Faber & Faber London, October, 2007
- Cecil B. DeMille – A Life in Art Saint Martins Press, New York, 2008
- Mae West: It Ain't No Sin, non ancora uscito Faber & Faber, London, U.K., 2005.